# Casa Blacker
Casa Blacker è una grande abitazione costruita in stile bungalow dagli architetti Greene & Greene per Robert Roe Blacker a Pasadena, in California. Realizzato nel 1907, quello di casa Blacker è stato probabilmente il più grande e impegnativo progetto del periodo per i fratelli Greene, ed era considerato dai suoi autori come il proprio capolavoro.

## Committenza
Robert Blacker era un ricco commerciante di legname nato in Ontario che aveva fatto la propria fortuna in Michigan. Quando decise di ritirarsi in pensione si rivolse agli architetti Myron Hunt e Elmer Grey per la realizzazione di una casa a Pasadena per sé e per la sua seconda moglie, Nellie Celeste Canfield. Per via di alcuni disaccordi, però, Blacker decise di chiamare i fratelli Greene a sostituire i primi progettisti. Il lotto su cui sarebbe andata a sorgere la casa era ampio cinque acri e mezzo (poco più di due ettari) e si trovava sulla parte alta di un poggio. I clienti misero a disposizione di Charles e Henry Greene un budget praticamente illimitato, ma chiesero loro di rispettare la configurazione originale del primo piano come era stata pensata da Hunt e Grey. Di grande aiuto per gli architetti furono invece le conoscenze di Robert Blacker nel settore del commercio di legname: casa Blacker fu la prima che i due fratelli ebbero modo di progettare che facesse uso di una grande varietà di legnami esotici, come mogano dell'Honduras, teak della Birmania ed ebano, oltre che legno di sequoia e di abete di Douglas della migliore qualità.

## Descrizione
Casa Blacker è uno dei migliori esempi di architettura Arts and Crafts mai realizzata ed esprime efficacemente tutti i punti cardine del movimento di cui i fratelli Greene erano maestri: costruita grazie a un largo uso di lavoro manuale, poteva vantare un arredamento – compresi infissi, vasi e mobili da giardino – interamente progettato e realizzato artigianalmente per le necessità del cliente. La casa è stata costruita per favorire una circolazione ottimale dell'aria ed è aperta sul giardino e integrata con gli elementi naturali, così come i tre edifici minori ed ausiliari. Lo stile è quello distintivo della coppia di architetti: una commistione dello stile Arts and Crafts inglese e di quello tradizionale giapponese, applicati con largo uso di legno alle condizioni climatiche della California del sud.

## Storia recente
Dopo la morte di Robert Blacker, avvenuta nel 1948, i proprietari seguenti divisero la proprietà in lotti minori e svendettero tutto l'arredo della casa. Negli anni ottanta poi, un collezionista di antiquariato decise di comprare la casa – ad un prezzo di 1,2 milioni di dollari – per smontare e vendere le finestre, le luci e la porta di ingresso, tutte pregevoli realizzazioni artigianali. Si trattò di uno scandalo a Pasadena, che spinse la città a dotarsi di un'ordinanza che impedisse altri atti simili. I proprietari attuali hanno invece riportato la casa alle condizioni originali, utilizzando delle copie precise dei mobili e degli infissi progettati all'epoca dai fratelli Greene.
Nel febbraio del 1986 casa Blacker è stata aggiunta al National Register of Historic Places.